# Graham Rahal
Graham Rahal (ur. 4 stycznia 1989 roku w New Albany) – amerykański kierowca wyścigowy. Syn Bobby Rahala, również kierowcy wyścigowego, trzykrotnego mistrza IndyCar.

## Kariera

### Początki kariery
W 2005 roku wygrał klasę Formuła Atlantic w zawodach SCCA Runoffs, oraz startował w serii Star Mazda. Wystartował w trzech ostatnich rundach sezonu 2005/2006 A1 Grand Prix w libańskim zespole (jest libańskiego pochodzenia). W sezonie 2006 wystartował w Formule Atlantic w zespole Conquest Racing, wygrał 5 wyścigów i zajął drugie miejsce w końcowej klasyfikacji.

### Champ Car
W sezonie 2007 wystartował w serii Champ Car w barwach zespołu Newman/Haas/Lanigan Racing, mając za kolegę w zespole utytułowanego Sébastiena Bourdais. W swoim trzecim wyścigu zajął drugie miejsce, co sprawiło, że stał się najmłodszym w historii kierowcą który stanął na podium w tej serii (miał wtedy 18 lat, 3 miesiące i 18 dni). Sezon zakończył na piątym miejscu zdobywając 243 punkty.

### IRL IndyCar Series
Sezon 2008 kontynuował w zespole Newman/Haas/Lanigan Racing. Jednak w związku z połączeniem się serii Champ Car i Indy Racing League, wystartował w serii IndyCar, która jest efektem tego połączenia. Nie wystartował w pierwszym wyścigu sezonu na torze w Homestead z powodu wypadku na treningu, jego zespół nie zdążył na czas naprawić samochodu. Tak więc swój debiut w tej serii zaliczył w drugim wyścigu sezonu na torze ulicznym w St. Petersburg i od razu odniósł zwycięstwo. Tym samym po raz kolejny zapisał się w historii, tym razem jako najmłodszy zwycięzca w tego typu wyścigach.
W 2009 roku pomimo braku zwycięstw, jego wyniki się poprawiły. Częściej dojeżdżał do mety, dwukrotnie stanął na podium i ostatecznie zajął 7. miejsce w klasyfikacji generalnej. Po wycofaniu się sponsora w 2010 zespół zwolnił go z kontraktu i Graham musiał zacząć szukać możliwości startów w innych zespołach. Wystartował w 3 wyścigach w zespole Sary Fisher, w Indianapolis 500 zaliczył jednorazowy start w zespole swojego ojca – Rahal Letterman Racing, a następnie wystartował raz w barwach Dreyer & Reinbold Racing. W drugiej części sezonu dzięki rozszerzeniu zaangażowania jednego ze sponsorów udało mu się powrócić do zespołu Newman/Haas Racing (który wrócił do swojej dawnej nazwy) i wystartować w kilku kolejnych wyścigach.
Na sezon 2011 podpisał kontrakt z zespołem Chip Ganassi Racing, który od tego roku powiększył się do czterech startujących samochodów. Po dwóch umiarkowanie udanych sezonach (9. i 10. miejsce w klasyfikacji), na sezon 2013 przeniósł się do zespołu swojego ojca – Rahal Letterman Lanigan Racing.

## Starty w karierze
| Sezon     | Seria              | Zespół                         | Starty | PP | Zwyc. | Punkty | Pozycja |
| --------- | ------------------ | ------------------------------ | ------ | -- | ----- | ------ | ------- |
| 2004      | Formuła BMW USA    | Vitesse Farm Racing            | 14     | 0  | 0     | 63     | 7.      |
| 2005      | Star Mazda         | Andersen Walko Racing          | 12     | 0  | 1     | 370    | 4.      |
| 2005/2006 | A1 Grand Prix      | A1 Team Lebanon                | 6      | 0  | 0     | 0      | 23.     |
| 2006      | Formuła Atlantic   | Conquest Racing                | 12     | 4  | 5     | 242    | 2.      |
| 2006/2007 | A1 Grand Prix      | A1 Team Lebanon                | 2      | 0  | 0     | 0      | 23.     |
| 2007      | Champ Car          | Newman/Haas/Lanigan Racing     | 14     | 0  | 0     | 243    | 5.      |
| 2008      | IRL IndyCar Series | Newman/Haas/Lanigan Racing     | 17     | 0  | 1     | 288    | 17.     |
| 2009      | IRL IndyCar Series | Newman/Haas/Lanigan Racing     | 17     | 2  | 0     | 385    | 7.      |
| 2010      | IRL IndyCar Series | Sarah Fisher Racing            | 4      | 0  | 0     | 235    | 20.     |
| 2010      | IRL IndyCar Series | Rahal Letterman Racing         | 1      | 0  | 0     | 235    | 20.     |
| 2010      | IRL IndyCar Series | Dreyer & Reinbold Racing       | 1      | 0  | 0     | 235    | 20.     |
| 2010      | IRL IndyCar Series | Newman/Haas Racing             | 6      | 0  | 0     | 235    | 20.     |
| 2011      | IRL IndyCar Series | Chip Ganassi Racing            | 17     | 0  | 0     | 320    | 9.      |
| 2012      | IRL IndyCar Series | Chip Ganassi Racing            | 15     | 0  | 0     | 333    | 10.     |
| 2013      | IRL IndyCar Series | Rahal Letterman Lanigan Racing | 19     | 0  | 0     | 319    | 18.     |
| 2014      | IRL IndyCar Series | Rahal Letterman Lanigan Racing | 18     | 0  | 0     | 345    | 19.     |
| 2015      | IRL IndyCar Series | Rahal Letterman Lanigan Racing | 16     | 0  | 2     | 490    | 4.      |
| 2016      | IRL IndyCar Series | Rahal Letterman Lanigan Racing | 16     | 0  | 1     | 484    | 5.      |

## Starty w Indianapolis 500
| Rok  | Nadwozie | Silnik | Start | Wynik | Uwagi     |
| ---- | -------- | ------ | ----- | ----- | --------- |
| 2008 | Dallara  | Honda  | 13    | 33    | Wypadek   |
| 2009 | Dallara  | Honda  | 4     | 31    | Wypadek   |
| 2010 | Dallara  | Honda  | 7     | 12    |           |
| 2011 | Dallara  | Honda  | 29    | 3     |           |
| 2012 | Dallara  | Honda  | 12    | 13    |           |
| 2013 | Dallara  | Honda  | 26    | 25    | Wypadek   |
| 2014 | Dallara  | Honda  | 20    | 33    | Elektryka |
| 2015 | Dallara  | Honda  | 17    | 5     |           |
| 2016 | Dallara  | Honda  | 26    | 14    |           |
| 2017 | Dallara  | Honda  | 14    | 12    |           |